# Joe Biden
Joseph Robinette "Joe" Biden, Jr. (født 20. november 1942 i Scranton i Pennsylvania i USA) er en amerikansk advokat og demokratisk politiker, der var USA's 46. præsident fra 2021 til 2025. Han tiltrådte som præsident den 20. januar 2021, efter han havde vundet det amerikanske præsidentvalg i 2020 over den siddende præsident, republikaneren Donald Trump. Biden var fra 1973-2009 senator for delstaten Delaware og i perioden 2009-2017 USA's 47. vicepræsident under præsident Barack Obama.
Biden er oprindeligt født og opvokset i byen Scranton, Pennsylvania, men hans familie flyttede i 1953 først til Claymont og senere Wilmington, Delaware. Han har en bachelorgrad i historie og statskundskab fra University of Delaware, Newark, og en kandidatgrad i jura fra Syracuse University. Han var kortvarigt, i perioden 1969 til han blev valgt til Senatet i 1972, praktiserende advokat, men har siden været involveret i amerikansk politik. Biden har tidligere, i 1988 og 2008, forsøgt at blive Demokraternes præsidentkandidat, men afbrød i begge tilfælde sin valgkamp som følge af forskellige kontroverser: I 1988 blev han beskyldt for at have plagieret taler fra bl.a. Neil Kinnock og Robert F. Kennedy, mens hans kampagne i 2008 ikke kom sig over en kontroversiel bemærkning omhandlende Obama. Han overvejede også at stille op i 2004 og 2016, men gjorde det ikke.
Som siddende præsident stillede han op til genvalg ved det amerikanske præsidentvalg i november 2024, men efter omfattende offentlig debat om hans egnethed grundet sin alder, meddelte Biden i juli 2024, at han trak sit kandaditur.

## Baggrund
Joseph Biden Jr. blev født den 20. november 1942 i Scranton, Penssylvania af Catherine Biden og Joseph Biden Sr. som det ældste barn i en katolsk familie. Hans mor var irsk, mens faren havde engelsk, fransk og irsk afstamning. Biden uddannede sig på University of Delaware i Newark, hvor han fik en universitetsgrad i historie og samfundsstudier.

## Politisk karriere

### Medlem af Senatet
Han blev valgt til Senatet i 1973 for det Demokratiske Parti, hvor han sad som senator fra Delaware indtil 2009, da han blev vicepræsident under Barack Obama. Han sad fra 1981 i Senatets retsudvalg, hvor han blandt andet fik gennemført 'Comprehensive Crime Control Act of 1984', 'Anti-Drug Abuse Act (1986)' og 'Violent Crime Control and Law Enforcement Act of 1994', hvor sidstnævnte også ofte blot benævnes og kendes som 'Biden Crime Law' (på dansk: 'Biden's kriminalitetslov'). De to første love omhandlede og skærpede narkotikaforseelser i USA, mens den sidstnævnte lov ('Biden Crime Law') var den største kriminalitetslov i USA's historie, som i det væsentlige skærpede strafferammeren for kriminalitet generelt med længere og hårde straffe. Disse love blev anset som nogle af Bidens største bedrifter og succeser i sin tid i Senatet, og var noget Biden længe fremhævede og forsvarede. Selvom Biden forsat forsvarede dele af de enkelte kriminalitetslove, sagde han under en tv-debat i forbindelse med præsidentkampagnen i 2020, at bl.a. den store kriminalitetslov fra 1994 ('Biden Crime Law') havde været en fejl. Disse kriminalitetslove havde på dette tidspunkt fået skylden for, at for mange personer - særligt sorte - var blevet fængslet.
Biden var formand for Senatets retsudvalg i perioden 1987 til 1995, hvor fem højesteretsdommere blev godkendt: Anthony Kennedy, David Souter, Clarence Thomas, Ruth Bader Ginsburg og Stephen Breyer. Han var dermed formand for retsudvalget under de kontroversielle høringer og godkender af henholdsvis Robert Bork og Clarence Thomas. Førstnævnte fik ikke nok stemmer til at blive godkendt af Senatet, og det er herfra udtrykket 'borked' er opstået, da demokraterne bevist obstruerede den konservative Robert Borks nominering. Sidstnævnte, Thomas, blev godkendt af Senatet, men under høringen vidnede Anita Hill til stor mediebevågenhed med anklager om, at Thomas angiveligt skulle have foregrebet sig på hende.
Han sad også i udenrigsudvalget fra 1997, hvor han blandt andet stemte for NATO's intervention i Kosovo i 1999, og den efterfølgende bombning af Serbien, og var en stærk støtte af Krigen i Afghanistan, ligesom han også støttede Krigen i Irak, og mente at Saddam Hussein var en trussel mod USA's sikkerhed. Under hans senatsperiode, har han ændret holdninger til mange ting, blandt andet sortes rettigheder, hvor han i 1973 stemte imod afskaffelsen af segregation, mens han i 2020 støttede Black Lives Matter.
Han prøvede i 1988 forgæves at blive Demokraternes præsidentkandidat til Præsidentvalget 1988. Han fik i 1988 indsamlet flere kampagnepenge end nogen anden kandidat, og blev anset som en stærk kandidat. I september 1988 blev han beskyldt for at plagiere en tale af den britiske politiker Neil Kinnock, og en af Robert F. Kennedy og den 23. september trak han sit kandidatur.

### USA's vicepræsident
I 2009 blev han godkendt som USA's 47. vicepræsident i Regeringen Barack Obama. Han var blandt andet med til at indføre de omfattende hjælpepakker i 2009, der skulle hjælpe amerikanske virksomheder under Finanskrisen. I 2012 blev han valgt af Obama til at lede "Gun Violence Task Force" der skulle undersøge problemet med våbenvold i USA.

### Præsidentkampagne 2020
Biden siger til middelklassen: Jeg vil gøre jer tryggere og rigere ved at engagere os med andre lande. Trump siger: Jeg vil gøre jer tryggere og rigere ved at afkoble os fra andre lande. Trump tror på, at et suverænt USA ville blive konge i en verden af afkoblede lande. Biden ved godt, det er bullsh*t.
Den 25. april 2019 annoncerede Biden, at han stillede op til at blive Demokraternes præsidentkandidat, der skulle udfordre Donald Trump i november 2020. Det første lange stykke tid blev Biden ofte set som frontløber, da han lå bedst i meningsmålingerne. Men efter Biden klarede sig dårligere end forventet i primærvalgene i både Iowa og New Hampshire i starten af februar 2020 og samtidig faldt stort i meningsmålingerne, overtog hans modkandidat, den mere venstreorienterede Bernie Sanders, positionen som frontløber. Biden vandt dog primærvalget i South Carolina i slutningen af februar, hvilket efterfølgende fik nogle af hans direkte modstandere, bl.a. Pete Buttigieg og Amy Klobuchar, til at trække deres kandidatur og samtidig udtrykke deres støtte Biden. Joe Biden vandt efterfølgende ved Super Tuesday den 3. marts 2020, og overtog derved igen positionen som frontløber. Efter den sidste modkandidat Bernie Sanders annoncerede, at han suspenderede sin kampagne, blev Joe Biden valgt til at blive Det Demokratiske partis præsidentkandidat til det amerikanske præsidentvalg 2020.
Efter stemmerne ved præsidentvalget var talt op i Pennsylvania og Georgia, stod det klart, at Biden havde vundet valget. Efter utallige usande protester om valgsvindel fra den siddende Præsident Trump, blev Bidens sejr officielt bekræftet af Senatet den 6. januar 2021. Dette skete dog først efter, at en flok Trump-tilhængere havde stormet kongressen i et forsøg på at stoppe godkendelsen. Biden overtog officielt embedet som USA's 46. Præsident den 20. januar 2021.

## USA's præsident
Biden blev indsat som USA's 46. præsident den 20. januar 2021. Med en alder af 78 er han den ældste, der har overtaget embedet. Han er den anden katolske præsident (efter John F. Kennedy) og den første præsident fra Delaware.

### Første 100 dage
På sine første to dage som præsident underskrev Biden 17 dekreter, flere end de fleste nyere præsidenter har nået i løbet af deres første 100 dage. På tredjedagen havde Biden udstedt dekreter om genindtræden i Parisaftalen, ophævelse af undtagelsestilstanden ved grænsen til Mexico, genindtræden i WHO, påbud om mundbind på offentlig ejendom, tiltag til bekæmpelse af sult i USA, samt tilbagekaldt tilladelsen til bygning af Keystone XL rørledningen.
4. februar 2021 meddelte Biden-administrationen, at man indstillede støtten til den saudiarabiske bombning af Yemen. Biden sagde, krigen måtte ende, da den havde skabt en humanitær og strategisk katastrofe. 25 februar angreb amerikansk militær to iransk-støttede militsgrupper i Syrien, som svar på et raketangreb på amerikanske styrker. Dette var den første amerikanske militæraktion under Biden.
Den 11. marts, på etårsdagen for, at WHO erklærede COVID-19 for en global pandemi, underskrev Biden loven om økonomiske hjælpepakker til amerikanerne for 1,9 billioner $. Pakkerne indeholdt bl.a. udbetalinger til de fleste amerikanere, forbedringer for arbejdsløse, støtte til vaccineprogrammer og genåbning af skoler, foruden støtte til mindre virksomheder og delstatsregeringer. Et forslag om en mindsteløn på 15 $ i timen kunne dog ikke samle flertal og blev pillet ud af aftalerne.
Den 14. april bekendtgjorde Biden, at USA ville udskyde tilbagetrækningen af sine tropper fra Afghanistan til 11. september 2021, efter 20 års amerikansk militær tilstedeværelse i landet. I februar 2020 havde Trump-administrationen aftalt med Taliban, at amerikanske styrker ville være ude af Afghanistan 1. maj 2021. Ifølge The Wall Street Journal tilsidesatte Biden med sin beslutning den militære ledelses anbefaling om at beholde 2.500 amerikanske soldater i Afghanistan, mens man forhandlede en fredsaftale med Taliban. Bidens beslutning fik en blandet modtagelse, fra opbakning og lettelse til frygt for sammenbrud i Afghanistan uden den amerikanske støtte.
22. og 23. april afholdt Biden en virtuel klimakonference, med statsledere fra en række lande, og her lovede han, at USA i 2030 ville have sænket sine udledninger af drivhusgasser med 50–52% i forhold til niveauet i 2005. Andre lande fulgte efter med lignende målsætninger. Overholdes målsætningerne fra topmødet, vil de globale udledninger af CO2 i 2030 være sænket med 2,6–3,7 gigatons.
28. april, aftenen før de 100 dage var gået, holdt Biden en tale for begge Kongressens kamre, hvor han kom ind på COVID-19 vaccinernes effektivitet, tilbagetrækningen af styrkerne fra Afghanistan, mordet på George Floyd og stormen på Kongressen. Han opfordrede Kongressen til at vedtage omfattende lovgivning om immigration, våben og sundhed.
Ifølge en analytiker, Alexander Nazaryan, har Biden gjort op med både Obama og Trump ved at øge de offentlige udgifter og trække USA ud af Afghanistan. Nazaryan skriver, at Biden har "afskaffet det daglige kaos fra Trump-årene, men også, mere diskret, men beslutsomt, vendt sig fra Obamas regelrette proceduralisme. Hans pågående ledelsesstil har efterladt republikanerne på hælene, mens de progressive er glade og overraskede over, hvor originalt og livskraftigt en 78-årig tidligere senator er kommet fra start".

### Præsidentkampagne 2024
Den 25. april 2023 annoncerede Biden at han ville genopstille til præsidentvalget i 2024. I juni 2024, efter kampagnen var begyndt, deltog han i en TV-debat med Donald Trump hvor han ifølge mange kommentatorer fremstod "svag" og "mumlende", hvilket satte gang i en større debat om Bidens alder og om hvorvidt han var egnet til at fortsætte som USA's præsident.
Den 21. juli 2025 trak Biden sig som kandidat til præsidentvalget. Han valgte efterfølgende at bakke op sin vicepræsident Kamala Harris som demokraternes præsidentkandidat.

## Privatliv
Joe Biden er irsk-amerikaner og katolik. Han fik tre børn med sin første kone, Neilia Hunter. Hun og det yngste barn døde i en bilulykke i 1972. I 1977 giftede Biden sig med Jill Tracy Jacobs, og de har et barn. Bidens ældste søn, Beau Biden, som bl.a. havde været Delawares statsadvokat, døde 30. maj 2015 af kræft i hjernen, hvilket var årsagen til, at Biden besluttede sig for ikke at stille op til præsidentvalget i 2016.